# Casla
Casla – gmina w Hiszpanii, w prowincji Segowia, w Kastylii i León, o powierzchni 17,59 km². W 2011 roku gmina liczyła 171 mieszkańców.